# 獣医ドリトル
『獣医ドリトル』（じゅういドリトル）は、夏緑原作・ちくやまきよし作画による漫画。また、これを原作とするテレビドラマ。英語のタイトルは"VETERINARIAN DOLITTLE"。
漫画は『ビッグコミック増刊号』および『ビッグコミック』（小学館）で、以下のように連載された。
- ビッグコミック増刊号 - 2001年3月17日号から断続的に連載、2005年10月17日号から2011年4月17日号までほぼ毎号連載
- ビッグコミック - 2001年19号から不定期で掲載、2010年20号から2014年19号まで毎号連載

TBSでテレビドラマ化され、2010年に放送された。
原作者の夏緑による小説も書かれている。

## 概要
本作品は基本的に、1話完結（増刊掲載分はすべてこれ）から数話完結のシナリオ（カルテ何話目～）によるものである。『ビッグコミック』本誌での毎号連載開始以降は、主人公を含む個々のレギュラー登場人物に焦点を当てた、より長いスパンのエピソードも多くなっている。
物語は鳥取動物病院の獣医ドリトルを中心に患畜の病気の治癒、また飼い主が患畜に病気をもたらした原因をつきとめ、場合によっては飼い主の心の治療ももたらすことにより、進行されるものである。時には野生生物を救うために環境問題等に立ち向かうこともある。初期のシナリオでは最後にナレーションが付いていた（カルテ2「キレるペット」～カルテ18「不良品」）。最初の数話はサブタイトルに動物の学名が付けられていた。

## 登場人物
※鳥取健一、多島、富沢教授はカルテ1「獣医はビジネス!?」より登場。

### 鳥取動物病院
鳥取健一（とっとり けんいち）
鳥取動物病院の院長で、通称ドリトル（鳥取⇒鳥取る⇒ドリトル、動物の言葉を理解できることからその意味でも渾名されている）。しかし、本人はそう呼ばれるのを嫌がっている。関東獣医大学の卒業生で、富沢教授の教え子。金持ちや飼い主には厳しいが患畜に優しい。口が悪く（相手が議員であっても）金に汚いが腕は一流。体が大きく、50kgもの大型犬や体の大きな男を軽々と持ち上げる。キックを得意とし、苦学生だった頃、流川と出会う直前にチンピラ相手に蹴りをかましている。吹き矢・メス投げの技を持つ。口癖は「獣医はビジネスだ、ボランティアではない。」と「阿呆ゥ」。字は綺麗な方だが、似顔絵を描かせるとピカソを思わせる芸術的な絵になってしまう。普段の病院の業務が忙しいせいかグルメに関心はなく、通常の食事はインスタントラーメンや菓子パン、あるいは謎丼（ドリトルが病院の業務で忙しい合間に適当な材料をかき集めて一気にかっこむ料理。カルテ10『永久不変』では多島が準備していたクリスマスのケーキやスープ・チキンなどのご馳走で作った）等で済ますことが多い。2歳年上の兄・秀一がおり、性格も全く反対である。
少年時代は腕白坊主で、フロリダにいる友達と仲良く遊んでいた。ドッグレースが趣味でいつも本命の「スピーディ」に賭けていた。そのスピーディが疲労骨折に罹ると、自分で手当てをしながら父の診療を見ているうちに、獣医のノウハウを徐々に身につけることになった。ただで動物を診ることを父の理想として、ドリトルもそれに共感したが、病院が破綻したことにより、獣医をボランティアではなくビジネスとして成立させることの重要性を認識する。
前述の経緯から獣医としてはリアリズムを徹底する姿勢があり、安易な飼育や保護（いわゆる『善意の誘拐』）に対しても否定的。ただし根底には少年時代と同様に「目の前の患畜を救いたい」というシンプルな望みがあるらしく、それが理由で診療代を踏み倒されかけたこともある。
多島あすか（たじま あすか）
田舎から上京するものの、就職活動が上手くいかず、立ち寄った競馬場で開催されたレースに出走した自分と同じ名前のアスカミライという馬に感銘を受ける。レース中に骨折したアスカミライの安楽死を阻止し、富沢教授に紹介され、ドリトルに治療を依頼するが、大金を要求され、その治療費を払うために鳥取動物病院で動物看護士（AHT）として働いている。アスカミライは治療後、馬原（うまのはら）にある北関東農大の実習農場に引き取られ、多島も時々アスカミライに会いに行っている。
動物が大好き。ドリトルの体調を心配していて、徹夜をしているときには夜食のおにぎりを作ってあげている。海外への出張の際もお守りを忍ばせている。バレンタインデーの時、チョコレート中毒で患畜が相次いで担ぎ込まれた際には、トリアージを行って診療の優先順位を率先して決めている。
作中では男性陣の相当数（花菱（優）、土門（勇蔵）、白野、鳩山、餌指（風斗））から好意を寄せられているのだが、基本的に相手に対する分け隔てが乏しいためほとんど気づかずにいる。親からアスカミライの治療代を支払ってもらう目的で、外資系の企業に勤める男性との縁談を持ち掛けられたこともある。
名前の由来は「ドリトル先生シリーズ」に登場する、ポリネシアというオウム（ポリネシア⇒「多」「島」、オウム⇒鳥⇒「飛鳥」⇒「あすか」）。

### 鳥取家および関連人物
鳥取純一（とっとり じゅんいち）
- 初登場：カルテ157「鳥取健一・1」

鳥取秀一・健一の父で、ドリトルと同じ開業医。母の沙羅（さら）は大学の同僚で、健一を出産後に急死。祖父の創一郎は医師になることを望んだが、獣医を志して帝都大学獣医学部に入ったために勘当される。大学卒業後は、健一たちとアメリカへ渡り、フロリダ獣医大学病院で獣医の勉強をしながら、ボランティアとして患畜の手当てをした。帰国して開業医となる。腕がよく、たまに無料で患畜を診るほど大評判となったが、それが裏目に出て不当な飼い主に自分のペットと偽って慰謝料をゆすられたり、裁判を抱えたりと病院の経営を圧迫し、ドリトルが高1の時に過労死した。葬儀には国内外の関係者が参列して盛大に行われたが、ドリトルは父の病院の残された患畜に付きっ切りで出席しなかった。
鳥取秀一（とっとり しゅういち）
- 初登場：カルテ157「鳥取健一・1」

ドリトルの兄。少年時代はドリトルとは逆に生真面目な根が暗い性格だった。血を見るのが苦手。様々な体験をして次第に成長していくドリトルを常に妬んでいた。ドリトルと共に父の病院を手伝ったが、前述のトラブルで高校へ進学する学費のあてがなくなると、父の元を離れ、祖父に就いて弁護士への道を歩み、バード総合医療センター法務部に所属。祖父に頼まれ、ドリトルに病院を廃業して理事長の後継者になってもらおうと企てる。
鳥取創一郎（とっとり そういちろう）
- 初登場：カルテ159「鳥取健一・3」

鳥取秀一・健一の祖父で、マンモス病院のバード総合医療センターの理事長。息子の純一に医師になってもらおうと願ったが、獣医を志した純一を勘当。父の病院を離れた秀一を引き取り、弁護士に育て上げた。ドリトルには父の葬儀に立ち会わないかと告げたが、葬儀に出席しないばかりか、祖父に暴言を吐いた。その後末期がんで余命幾ばくもなくなった自分はドリトルに理事長の座を譲るつもりだったが、ドリトルは過去に暴言を吐いたことを詫びた上で鳥取動物病院に残り、理事長を兄に任せることにした。
流川波水人（るかわ はみと）
- 初登場：カルテ156「鳥取動物病院の秘密」

『坂東大学外科』で教授の座を鳥取創一郎と争っていたが、敗北して大学を追われ、藪田竹之助という偽名を使い『藪田医院（後の藪田総合病院）』を開業。助教授（准教授）時代に純一と親しんだ縁で、純一の病院にいたドリトルの世話をする。ドリトルにメス投げの技を伝授し、自分の使っていた医院の建物をドリトルが開業する際に譲った。土門勇蔵はかねてからドリトルを憎んでいた父に、鳥取動物病院を潰すために開業以前の建物の排水設備の調査を頼まれたが、勇蔵は様々な事情から鳥取を貶める心算にならなくなり、たまたま聞きつけた花菱と意気投合する。二人は富沢教授が聞いた生前の流川本人の証言から、ドリトルの過去を知ることになった。

### 花菱アニマルホスピタル他
花菱優（はなびし まさる）
- 初登場：カルテ3「カリスマ獣医の素顔」

花菱アニマルホスピタルの院長。テレビで人気のカリスマ獣医で、ドリトルとは大学の同期でライバル関係。ドリトルの「獣医はビジネス」に対し、「医術は仁術」の信念で対立する。ドリトルに比べ腕は劣るが、心優しく、幼少の頃からそのままの動物の命を助けたい一心で日々活動をしている。その優しさに付け込まれ、猫の骨折の治療を安い値段で行ったことから不当廉売の疑いで公正取引委員会の査察を受けたこともあった（結局立件は見送られた）。学生時代は成績が悪く、不器用でオペができず、ドリトルに頼ってばかりでいる。そのため、開業後もドリトルに足元を見られているせいか、よく借金をしている（確定申告の時にはドリトルから多数の明細書が送られている）。看板番組『ペット119』でどんな病でも治すとアピールしつつ、ドリトルに次の回までに預かった患畜を治してもらうことも多い。ある時、出演させたコツメカワウソがオンエア中に急病にかかった時に、たまたま他の楽屋にいた土門勇蔵にアドバイスを受けた際には、カリスマ獣医の化けの皮をはがされて院長室に一時引きこもっていたものの、ドリトルの荒療治により、番組への復帰を果たした。祖父は優に甘く、病院設立のために潤沢な資金を提供し、高級な外車を買ってあげている。
前述の通り獣医としての技術は未熟といっていいレベルだが、創意やプロデュース力については非凡なものがありドリトルもその点は認めている。動物を最期まで面倒を見る『花菱アニマルホスピス』構想を立ち上げ、土門勇蔵やドリトル達にも支援を乞う。
花菱哲（はなびし さとる）
- 初登場：カルテ41「ゴッドハンズ」

花菱優の父で、「花菱動物病院」の院長。夫婦で病院を運営している。優とは違い、義父の財力を借りずに自分の力で病院を設立した。ゴッドハンドと呼ばれる優秀な腕を持っており、彼を頼って遠方からも治療を頼みに来る飼い主もいる。長谷川もエンペラー動物病院から花菱アニマルホスピタルを経て彼の動物病院へ移籍するが、最初のうちはゴッドハンドの考え方についていけずに苦労するものの、ドリトルの知恵で長谷川に根気よく教え込むことにより、理解してくれるようになった。長谷川を連れて海外の学会にも出席している。
不動ルミ（ふどう ルミ）
- 初登場：カルテ23「トリマー」

花菱アニマルホスピタル内の『サロン・ド・ルミ』でカリスマトリマーとして働き、花菱の番組にも出る。奇抜なヘアスタイルをしており、ファッションには事欠かない。腕はトリマーとして一流だが、性格はエキセントリック。プードルの「レディ」を店のウィンドウで飼っている。身長の高さや学歴、ルックスからドリトルに憧れているが、金に汚く、仕事中でも寝癖がついていることや着こなしのセンスの悪さを欠点とみなしている。
長谷川（はせがわ）
- 初登場：カルテ26「回る犬」

元エンペラー動物病院の獣医師。効率を重視する病院の方針により学会に参加させてもらえず、土門に動物への愛情を思い出してもらおうと土門の飼い犬「バルザック（後に水戸順平が飼うことになる）」を殴ってしまい病院をクビになるが、花菱に勉強熱心さを買われ、花菱アニマルホスピタルへ移籍し、後にゴッドハンドと呼ばれる父の花菱動物病院で働く。土門勇蔵とは獣医大学の同級生。
田部（たべ）
- 初登場：カルテ46「コンビニエンス獣医」

不動ルミの美容院で働いている。宝塚の男役に似ているといわれている。多島が高熱でダウンしたピンチヒッターとしてドリトルの手伝いをするが、酷評される。

### エンペラーグループ
土門大蔵（どもん たいぞう）
- 初登場：カルテ26「回る犬」

エンペラー動物病院グループの総院長。金に目がなく、動物病院の買収合併を狙っている。ドリトルを目の敵にしている。安楽死の件をめぐってテレビの討論番組でドリトルを攻撃するが、三田美佳の飼い猫「ミケ」を安楽死処分するところをドリトルに止められ、ドリトルの反論により屈服した。妻の美沙（みさ）は次男の順平を産んだ後に、がんの延命治療の末亡くなった。
土門勇蔵（どもん ゆうぞう）
- 初登場：カルテ79「老人と亀(前)」

土門総院長の長男で、エンペラー動物病院東京本院の院長。イギリスに留学して安楽死の研究をしていた。父と同様にドリトルを憎んでいるが、ドリトル自身も彼の研究データに興味を持っており、時々アドバイスをする。安楽死の研究の関係で薬物を自分で試すこともあり、運び屋にドラッグを打たれた時も耐性がついてたために平気だった。多島に恋心を抱いている。
ドリトルの過去を知って以降は彼を（その経緯が順平と似ていることもあってか）「腕は確かだが可愛げのない弟分」と見なしている。

### その他獣医
鳩山翔（はとやま かける）
- 初登場：カルテ31「帰巣本能」

ハトヤマ犬猫病院の院長。母親（飛子：とびこ）が鳩を飼っているせいでハト公害に悩まされている。父（翼：つばさ）は伝書鳩を扱う新聞社の記者で、雪山である女性の自殺の巻き添えになり、遭難した。翔はそれが不倫の末の心中と思い込んで、長い間人間不信になっていた。

### 関東獣医大学
富沢旅雄（とみざわ たびお）
関東獣医大学の教授。ドリトルと花菱の恩師で、ドリトルの理解者。たびたび厄介な患畜の治療をドリトルに依頼し、ドリトルが不在の間、病院の留守番を引き受けている。暇つぶしに紙飛行機を作って飛ばしている。白野と兼子、水戸が現在研究室に在籍している。
別府（べっぷ）
- 初登場：カルテ39「治しと癒やし」

富沢の先輩。東洋医学による痛みを和らげる治療法を専門とし、普段は『別府動物病院』という小さな動物病院を経営している。休診日にはひ孫や猫も遊びに来る。関東獣医大学でたまに特別講義を行う。ドリトルも彼女に頭が上がらず、「坊や」と呼ばれている。
白野春彦（しろの はるひこ）
- 初登場：カルテ2「キレるペット」。カルテ63「人畜共通伝染病」にて関東獣医大生として再登場

関東獣医大学の学生で、鳥取動物病院でバイトをしている。ドリトルにはいつも「ガキ」呼ばわりされている。ペットのペルシャ猫「シロ」は昔、アルファ･シンドローム（飼い主に甘やかされていくうちに、次第に自ら飼い主を見下すようになり、反抗的になる。権勢症候群とも言う）で暴走したため、鳥取動物病院に入院させるが、飼い主の本人の性格が問題とされ、ドリトルの下でただ働きしているうちにシロの性格も和らいできた。多島に好意を持っている。初期は長髪だったが、大学に進学した頃には髪を短くしている。
水戸順平（みと じゅんぺい）
- 初登場：カルテ87「暴力獣医師・花菱優!?(前)」(名前のみ)、カルテ96「奇跡の万能薬」

土門勇蔵の弟。兄の反対を押し切って獣医を目指し、関東獣医大学に入る。元々は土門姓だったが、父による「エンペラーグループ」の事業拡大のために多くの敵を作ったことから、誘拐などの犯罪に巻き込まれるおそれがあって母方の祖父母の養子になって水戸姓を名乗り、兄から護身術を学んだ。初期は黒髪だったが、後に茶髪になった。関東獣医大学の学園祭では、執事役の兼子や、白野と一緒にメイド役でおもてなしをしたことがある。小さい頃に動物園に兄と一緒に行ってからは、野生生物の事となると居ても立ってもいられない性格で、由利教授の生物多様性保護チームに進路を決めている。父からエンペラーグループの代表の後継者に指名されていたものの、亡き妻に説得された父の方針転換により、チームに参加することを許された。
兼子みね子（かねこ みねこ）
- 初登場：カルテ19「夢の行方」。カルテ63「人畜共通伝染病」にて関東獣医大生として再登場

別府にハムスターを治療してもらったことがきっかけで獣医を目指すようになり、関東獣医大学に入学し、別府の影響で東洋医学を専攻。元野良猫の「チビ」を飼っている。ニキビを気にしており、バラの花びらに付く朝露を集めたという『ローザミラクル』を愛用していた（実際は何の効果もない）。

### 動物園・水族館
宗谷華子（そうや はなこ）
- 初登場：カルテ14「群れる性」

ドリトルたちの後輩でパラダイズー動物園の専属獣医師。関東獣医大学を首席で卒業。勝ち気な性格のシングルマザーで、子守をしながら動物園の仕事をしている。住宅街に出没したイノシシの保護をめぐって花菱と対立する。
坂東（ばんどう）
- 初登場：カルテ20「イルカの声」

水族館「オーシャントピア」でイルカ飼育の担当をしている。元々気が弱い性格だったが、イルカの「ルカ」に元気付けられ、後に積極的に仕事をこなすようになった。

### ツボカビ対策チーム
由利英（ゆり すぐる）
- 初登場：カルテ21「重油汚染の浜辺」

ノーベル医学生物学賞候補（架空の部門）の有名な帝都大学の鳥類学者。タンカーからの重油流出事故に巻き込まれた海鳥を救うためにドリトルたちと協力した（湾岸戦争の時も富沢教授と手を組んで海鳥の救助にあたった）。帝都大学ツボカビセンター（後に生物多様性保護チーム）の所長となる。
井蛙翔（せいあ かける）
- 初登場：カルテ42「大絶滅前夜」

通称カエル君。セリフに「ケロ」を付けるのが口癖。両生類マニアで、多島が開設した鳥取動物病院のブログを荒らした犯人。ドリトルの作戦により表の世界に出されてしまい、罪滅ぼしとして由利教授のツボカビ病防衛プロジェクトに参加する。花菱出演のテレビ番組にも登場する。女性は苦手だが、宗谷に関心を抱いている。フィールドワークに長けているせいか、ドリトルやラナとの共同調査では岩肌をホイホイと登っている。鮫島銀次（さめじま ぎんじ）という平出（ひらで）高校時代の悪友がいて、ワニの「アリー」を自宅の狭い池で飼っている。
ドリトルに対しては諭されることが多いためか不満タラタラだが、一方で図らずも彼の言葉を自分の下の世代に伝える中継役となることがある。
ラナ･オールドプール(Rana Oldpool)
- 初登場：カルテ83「サラマンダー・レポート(前)」

アメリカのワトソン大学付属ツボカビ対策研究所の主任研究員。自国でツボカビ病による両生類の大量死滅が発生したことから、日本での両生類の調査のため、由利教授に紹介された。ドリトルは通訳兼案内役兼ボディーガードを務める。

### テレビ業界
白河（しらかわ）
- 初登場：カルテ9「沈みゆく鳥」

「ゆうひテレビ」の女性レポーター。白鳥「アン」のいる霧ヶ池のゴミ拾いをスタッフたちと手伝った。シナリオによっては白鳥（しらとり）になっている。
三田美佳（みた みか）
- 初登場：カルテ33「安楽死(前)」

不動ルミも顔負けのスーパーモデル。三毛猫「ミケ」を飼っている。ミケが土門に安楽死処分されるところをドリトルに救われ、以後鳥取動物病院の上客になった。金魚の皮膚病で14歳のアイドル宇田川つぐみ（うたがわ つぐみ）を紹介する。

### 公務員
広岡（ひろおか）
- 初登場：カルテ30「要注意外来生物」

広居警察署で交通安全係をしている女性警察官。要注意外来生物のリスザルを飼っている（遺失物として預かっていたが、可愛さのあまり、保健所へ移すことをためらい、自分で責任を持って飼うことにした）。
落合（おちあい）
- 初登場：カルテ30「要注意外来生物」

広岡の上司。広岡がリスザルを飼う際の手続きを代行した。警官の仕事をしている間は険しい表情をしているが、自宅で捨てられたペットたちを預かっており、里親探しのボランティアもしている優しい一面を持っている。
津堀（つぼり）
- 初登場：カルテ38「ライフワーク」

保健所の係長。役所仕事には律儀な性格で、定年間近まで責任を逃れ続けていた。自宅に寄り添うようになった野良猫がボツリヌス菌による中毒にかかったことがきっかけで、ドリトルの助言により発生源の疑いのある公園の整備を最後の仕事とした。
加茂川（かもがわ）
- 初登場：カルテ38「ライフワーク」

大学では農学部に所属していた保健所の職員。津堀が定年前にボツリヌス菌に汚染された公園の池を整備する際、土壌調査に協力した。後にペットの里親を探すための講演会への出演をドリトルに依頼する。
キング
- 初登場：カルテ157「鳥取健一・1」

ドリトルが少年時代、住んでいたフロリダのある地区を管轄していた警察署の警官。カイザーという犬を連れてパトロールをしている。動物を手なずける合図をドリトルに説明した。

### 出入り業者
富山（とやま）
- 初登場：カルテ37「躾不可能年齢!?」

製薬卸「医研薬株式会社」の営業担当。文系の大学出身。
薬師寺（やくしじ）
- 初登場：カルテ37「躾不可能年齢!?」

大手製薬会社からフリーターを経て製薬卸「医研薬株式会社」へ転向した。富山より10年年上。薬の知識が豊富だが、性格がひねくれていて、富山も打ち解けるのに苦労した。
餌指風斗（えさし ふうと）
- 初登場：カルテ52「大きな夢」

ペット用品店「えさし餌店」で働いている。以前は有名人になりたいがために、動物園のライオンの檻に入ったり、自分の詩を売ったり、偽物とは知らずにブランド品を販売して警察沙汰になったりした（以前偽のブランド品をつかまされたことを根に持っていた客が店でリス用のケージを買ったところ、リスが苦しんだために欠陥品としてクレームをつけられたが、誤飲したネオジム磁石により、ケージに引き付けられて胃壁を圧迫したことが原因だったため、本人の疑いは晴れた。）。また、芸能プロダクションの関係者と称するある人物よりデビューに大金が必要だと言われ、店を売り払おうとして危うく詐欺に引っかかりそうになったこともある。縁日の金魚を仕入れる一方で、客に飼い方のアドバイスもしており、飼えないで放棄された金魚を鳥取動物病院に引き取ってもらったこともある。熱中症予防のために犬用のバンダナの冷凍をしてくれている。風子（ふうこ）という妹がいて、性格もかつての兄と変わらない。
美波影郎（みなみ かげろう）
- 初登場：カルテ73「腰痛持ちの犬」

「天牛害虫駆除サービス」に勤めている。イケメンだが、ホストと勘違いされる。鳥取動物病院にスズメバチが大量発生した時に駆けつけた。不動ルミが路地裏でスズメバチに追いかけられたときにも、白い布を頭からかぶせて防いであげた。ボルボという犬を飼っている。

### その他
霧江（きりえ）
- 初登場：カルテ66「動物病院から愛をこめて」

関東獣医大学の近くの弁当屋の店員をしており、学費につぎ込んでろくに食事を摂っていないドリトルのために、売れ残った弁当をあげた。後に結婚して店を辞めるが、夫が浮気の末に殺されたことから義父母に責められて家を追い出される。結婚時代に夫からオスの三毛猫（ミケ太）をもらい、独りになった後も飼い続けている。後に鳥取動物病院の前でミケ太を置き去りにして自殺しようとするが、ミケ太がその車にはねられたことがきっかけで、鳥取動物病院でAHTとしてミケ太の療養も兼ねて住み込みで働くようになったが、ある日結婚時代のトラウマを思い出して病院にミケ太を預けたまま自殺に走ろうとする。ドリトルの説得により思いとどまったが、病院に在籍していたときは温厚だったドリトルが冷たい態度を取ったために、憎しみを感じるようになった。現在は花屋を経営。
椎名武（しいな たけし）
- 初登場：カルテ97「公園にひそむ罠(前)」

近所の小学生。ウサギ「マッシュ」を飼っているが、ベンチに生えてた毒キノコで中毒になり、鳥取動物病院に入院させる。治療費を完済するまでドリトルにゲーム機を担保として取りあげられる。校長先生から捨て猫の安楽死の話があったときに、クラスのみんなと話し合って猫を生かす手段を見出した。後に少年期のドリトルと同じように無償で患畜を診る獣医になることを夢見る。
ジェイド
- 初登場：カルテ157「鳥取健一・1」

ドリトルの少年時代のガールフレンド。デートの最中にドリトルと共に暴漢に襲われる。

## 動物たち
アスカミライ(サラブレッド)
初登場：カルテ1「獣医はビジネス」
- 多島あすかが鳥取動物病院に入るきっかけとなった競走馬。頭にハート型の斑が付いている。レース中の骨折により安楽死にされるところを命をかけて阻止するが、治療費が3,000万円という莫大な金額をドリトルに提示される。アスカミライが延命のための治療中に苦しんでいることに多島も心を打たれ、いつしか鳥取動物病院に治療費返済のためにAHTとして就職するようになった。

シロ(ペルシャ猫)
初登場：カルテ2「キレるペット」
- 後に関東獣医大学に進学する白野春彦の飼い猫。

アン(白鳥)
初登場：カルテ9「沈みゆく鳥」
- 霧ヶ池に他の白鳥と一緒に棲んでいる。羽毛が灰色なのと、動きが鈍いことから、アンデルセンの童話『みにくいアヒルの子』にちなんで命名された。リポーターの白河に紹介されてから同情心で多くの人の関心を集めたものの、実は捨てられたゴミで餌が取れないなどのトラブルによるものだった。

チビ(野良猫)
初登場：カルテ19「夢の行方」
- 受験勉強に集中している兼子みね子は、ある時トラックに轢かれそうになった猫を拾い、鳥取動物病院に預けようとする。たまたま玄関で猫を拾った多島はドリトルに診察をお願いするが、スポンサーのいない猫は診ないと突き返された。その後、猫を引き取りに来なく、多島が毎晩飼い主を待ち続けていることにドリトルが不審に思い、着信履歴で兼子の携帯に連絡。受験勉強で猫どころではない兼子に対し、ドリトルは多島の飼い主を待ち続けながら猫を飼う姿を見せたところ、自分が恥ずかしく思い、自ら猫を引き取ることにした。

ルカ(イルカ)
初登場：カルテ20「イルカの声」
- 水族館『オーシャン・トピア』で飼育された子供のイルカ。坂東が飼育係になっている。後に海に帰された。

プー、レディ(プードル)
初登場：カルテ23「トリマー」
- 不動ルミが『サロン・ド・ルミ』で飼っている犬。プーは毛が伸びすぎて隠れた汚れに気がつかなかった。レディはエンペラー動物病院のバルザックに傷害を加えた人物（長谷川）を目撃し、犯人を見かける度に異常な動きをした。沈静のために土門総院長からアナフラニルを投与されたが、血尿の副作用を生じた。

バルザック(バセットハウンド)
初登場：カルテ26「回る犬」
- 『エンペラー動物病院』のマスコット犬。エンペラー動物病院での待遇に不満を持っていた長谷川が腹いせに深夜に暴行を加えた。その事件のとばっちりにより、花菱が一時犯人として疑われた。後に水戸順平の飼い犬になる。

ミケ(三毛猫)
初登場：カルテ33「安楽死(前)」
- スーパーモデル三田美佳の飼い猫。元野良猫だったせいか、留守にしている間に自宅で糞を撒き散らしていたのと、自分が乳がんで余命が余り残されていないこともあって他に猫の引き取り手がなく、ミケの安楽死を望んでいた。ドリトルは花菱に頼まれてミケを預かったが、診断をしている途中でファンにミケを連れ去られ、テレビ局での討論番組にてエンペラー動物病院の土門と安楽死をめぐって対立。ドリトルの反論で土門を屈服させ、助言により三田美佳とミケの生きる望みが見出された。

ボス(ボストンテリア)
初登場：カルテ135「空飛ぶ獣医(前)」
- ドリトルと土門勇蔵が帰国途中で遭遇。ドラッグの運び屋に薬物の袋を腹に詰め込まれた。運び屋を退治し、ドラッグの除去を二人で行った。

スピーディ(グレイハウンド)
初登場：カルテ157「鳥取健一・1」
- ドリトルが少年時代、ドッグレースで賭けていた犬。レース中に疲労骨折に罹り、使い物にならなくなって捨てられるところを、ドリトルが自分で飼う事にした。後に、ドリトルを襲うために麻薬中毒の暴漢が放った闘犬からドリトルを守ろうとして噛み殺された。この事件がドリトルを勉強熱心に駆り立てるきっかけとなった。

## 主な施設
鳥取動物病院
ドリトルが経営している動物病院。かつてドリトルが世話になった流川波水人から譲り受けた人間用の木造の古い病院(あるいは診療所)を改造したもので、その名残で人間の臓器の模型やベッドも残されている。開業してからずっとドリトル一人で業務を行っていたが、アスカミライの治療費を払う目的で、多島あすかもAHTとして住み込みで働くようになり、関東獣医大学の白井たちもいつしかバイトで手伝うようになった。金に汚いドリトルの性格とは逆に、彼の腕前を頼りにやってくる飼い主も多く、ペットが死んだ後も飼い主の心の拠り所にもなっている。兄・秀一が望む祖父が理事長を務めているバード総合医療センターの後継者になる要件を呑み、ドリトルは病院の廃業を決意したが、結局祖父の意思に背き、従業員を解雇させただけで、動物病院の営業を継続（一度はクビにした多島らも病院へ戻っている）。父も同じ名前の動物病院を経営し、ドリトルも兄と共に病院の仕事を手伝ったが、動物を助けたい一心で飼い主の不当な申し出に付け込まれてまでも業務を行ったために心労が祟った父の急死により、病院を閉鎖することになった。
関東獣医大学
ドリトルや花菱、宗谷の在籍していた大学。後に白井・兼子・水戸も入学する。富沢教授からはドリトルたちもいろいろ教えてもらい、卒業後もセカンドオピニオンや緊急時の診療などでお世話になっている。実習農場を持っており、馬や豚等を飼育している。
花菱アニマルホスピタル
花菱優が祖父の資金を得て開業した動物病院。自分が不器用のため、ドリトルたちの腕を借りることが多い。カリスマトリマーの不動ルミの『サロン・ド・ルミ』やペットホテル『そろもん』を経営している。
帝都テレビ
カリスマ獣医師・花菱優の看板番組「ペット119(ワン・ワン・ニャイン)」を放送している。
パラダイズー(ParadiZoo)
関東獣医大学のOGの宗谷華子が獣医の仕事をしている動物園。絶滅危惧種のキタシロサイを始め、希少な野生生物の飼育も行っている。
エンペラー動物病院
「エンペラーグループ」としての動物病院を全国展開しているが、本作品に主に登場しているのは東京本院である。短時間で安く治療できるのが売りだが、薬の副作用については一切説明しない。花菱アニマルホスピタルの正面に建てられ、花菱の病院の買収を試みるも、悉くドリトルに邪魔される。土門大蔵が院長を務めていたが、イギリスに留学していた長男の勇蔵が帰国して東京本院の院長を任された。
帝都大学
ドリトルの父、鳥取純一の出身校。研究者を志す名門の大学で、由利教授がツボカビセンターを務めている。ドリトルもスカウトされたことがある。

## 単行本
小学館ビッグコミックス刊
1. 獣医はビジネス!? （2002年12月25日）  ISBN 4-09-186691-3
2. 奇病の真犯人 （2003年11月29日） ISBN 4-09-186692-1
3. イルカの声 （2005年8月30日） ISBN 4-09-186693-X
4. 安楽死 （2006年6月30日） ISBN 4-09-180485-3
5. 医療過誤 （2007年7月30日） ISBN 978-4-09-181176-9
6. 猫ひっかき病 （2008年10月30日） ISBN 978-4-09-181383-1
7. 犬を飼う猫 （2009年11月30日） ISBN 978-4-09-182775-3
8. 動物病院から愛をこめて （2010年8月30日） ISBN 978-4-09-183389-1
9. その男、悪徳獣医 （2010年12月25日） ISBN 978-4-09-183640-3
10. 眠らない熊 （2011年6月30日） ISBN 978-4-09-183858-2
11. サラマンダー・レポート （2011年10月28日） ISBN 978-4-09-184130-8
12. 奇跡の万能薬 （2012年3月30日） ISBN 978-4-09-184317-3
13. ロンサム・ライナ （2012年7月30日） ISBN 978-4-09-184643-3
14. ソロモンの指輪 （2012年11月30日） ISBN 978-4-09-184783-6
15. iPS細胞 （2013年3月29日） ISBN 978-4-09-185048-5
16. 春を待つ命 （2013年8月30日） ISBN 978-4-09-185400-1
17. 空飛ぶ獣医（2013年11月29日） ISBN 978-4-09-185669-2
18. 大晦日の不思議な訪問客（2014年3月28日） ISBN 978-4-09-186058-3
19. ファインディング・ミモザ（2014年7月30日） ISBN 978-4-09-186346-1
20. 鳥取動物病院最後の日（2014年11月28日） ISBN 978-4-09-186630-1

## ノベライズ
- ジュニアノベル版『獣医ドリトル』（小学館、2010年12月24日） ISBN 978-4-09-230721-6
原作者の夏緑によるノベライズ。

## テレビドラマ
テレビドラマは2010年10月17日から12月19日まで、TBS系列の『日曜劇場』枠（毎週日曜日21:00 - 21:54、JST）で放送された。
初回は20分、最終回は15分拡大して放送。11月7日は『99年の愛〜JAPANESE AMERICANS〜・最終夜』（TBS開局60周年記念ドラマ）を放送するため休止。11月14日は『世界バレー2010・女子3位決定戦・日本対アメリカ』を放送のため、30分繰り下げて放送。
主演の小栗旬と、ヒロインの井上真央は『花より男子』シリーズ（2005年・2007年・2008年）以来の共演となる。また、本作はプロデューサーの瀬戸口克陽や演出の石井康晴をはじめとする『花より男子』の制作陣が中心となって制作された。
キャッチコピーは「ペットは、癒しか。ビジネスか。」

### キャスト

#### 主要人物
- 鳥取 健一 - 小栗旬
- 多島 あすか - 井上真央
- 花菱 優 - 成宮寛貴
- 富沢 旅雄 - 石坂浩二（特別出演）
- 土門 大蔵 - 國村隼

#### 花菱動物クリニック
- 不動 ルミ - 藤澤恵麻（友情出演）

#### エンペラー動物病院
- 土門 勇蔵 - 笠原秀幸
- 土門 順平 - 菅田将暉
- 土門 美沙 - 山口美也子

#### ゲスト
第一話
- 六田 美智子 - 紺野まひる
- 赤井 明子 - 若村麻由美（最終話）
- 六田 一郎 - 西村雅彦
- 福島獣医 - 近江谷太朗（第二話）
- 六田 徹 - 伊澤柾樹
- あすかの父（回想・写真） - 並樹史朗

第二話
- マユ - 大橋のぞみ（第三話）
- 樋口 肇 - 蟹江敬三
- 板東 大吾 - 増田貴久（NEWS）
- 小野了
- 柴山 将治　- 佐々木勝彦（第三話 - 第八話）

第三話
- 門田 星奈 - 平愛梨
- 門田 義満 - 段田安則
- 土門 光蔵 - 山本學（第四話 - 第五話、第八話）
- 阿南健治（第六話 - 第八話）

第四話
- 堀内 多喜雄 - 中村敦夫
- 月野 絵里 - 国仲涼子
- 月野 芽衣 - 石井萌々果

第五話
- 平野 瞳 - りょう
- 若山 弥生 - 加藤治子（特別出演）
- 若山 秋男 - 佐戸井けん太
- ルミの祖父 - 庄司永建

第六話
- 畑山 真知子 - 松下由樹
- 原 大介 - 石丸謙二郎
- 真木 清人 - 神尾佑
- 百山小学校の生徒
  - 山田 耕太 - 嘉数一星
  - 中原 和也 - 畠山紫音
  - 原 一樹 - 内田流果

第七話
- 益山 広樹 - 早乙女太一
- 益山 絹江 - 白川由美
- 水崎綾女（ - 第八話）

第八話
- 三島 ユイ - 夏帆

### スタッフ
- 脚本 - 橋本裕志
- 音楽 - 羽毛田丈史
- 動物医療監修 - 小川博之（日本動物高度医療センター）
- CG - 中村淳
- 法律監修 - 本山信二郎
- 特殊造形 - 江川悦子、神田文裕
- 動物コーディネート - 湘南動物プロダクション
- 企画協力 - PPM
- 協力プロデューサー - 三田真奈美
- プロデュース - 瀬戸口克陽
- 演出 - 石井康晴、坪井敏雄、大澤祐樹
- 製作著作 - TBS

### 主題歌
- 小田和正「グッバイ」（アリオラジャパン）

### 挿入歌
- miwa「オトシモノ」（Sony Records）

### 放送日程
| 章                                                         | 各話   | 放送日         | サブタイトル                              | 演出     | 視聴率 | 題材となった原作                                                                   |
| ---------------------------------------------------------- | ------ | -------------- | ----------------------------------------- | -------- | ------ | ---------------------------------------------------------------------------------- |
| 第1章                                                      | 第一話 | 2010年10月17日 | 救え!! 声なき命                           | 石井康晴 | 16.0%  | カルテ1「獣医はビジネス!?」、カルテ15「リセット」、カルテ36「医療過誤」            |
| 第1章                                                      | 第二話 | 2010年10月24日 | 命を預かる覚悟                            | 石井康晴 | 13.3%  | カルテ7「ペットロス症候群」、カルテ20「イルカの声」                                |
| 第1章                                                      | 第三話 | 2010年10月31日 | モンスター飼い主                          | 坪井敏雄 | 14.2%  | カルテ5「オンリー・ワン」、カルテ58「モンスター」、カルテ70「その男、悪徳獣医」    |
| 第2章                                                      | 第四話 | 2010年11月14日 | 救え愛に命をかけたノラ犬                  | 大澤祐樹 | 14.5%  | カルテ6「ひとりと一員」、カルテ55「グランプリ犬の恋」                              |
| 第2章                                                      | 第五話 | 2010年11月21日 | 鳩が結ぶ50年越しの夫婦愛                  | 石井康晴 | 11.5%  | カルテ31「帰巣本能」、カルテ66「動物病院から愛をこめて」、カルテ73「腰痛持ちの犬」 |
| 第2章                                                      | 第六話 | 2010年11月28日 | 子供達に届け!! 猪親子の声                 | 坪井敏雄 | 13.2%  | カルテ25「逃亡者」                                                                 |
| 第2章                                                      | 第七話 | 2010年12月05日 | 助手失格!! 本当の愛情                     | 大澤祐樹 | 12.1%  | カルテ19「夢の行方」、カルテ22「命を奪う予防薬」                                   |
| 最終章                                                     | 第八話 | 2010年12月12日 | 最終章〜安楽死                            | 石井康晴 | 13.2%  | カルテ33,34「安楽死」                                                              |
| 最終章                                                     | 最終話 | 2010年12月19日 | さらばドリトル!! 衝撃のラストと涙の決断!! | 石井康晴 | 12.5%  | カルテ26「回る犬」、カルテ63「人畜共通伝染病」、カルテ75,76「供血犬」              |
| 平均視聴率 13.5%（視聴率は関東地区・ビデオリサーチ社調べ） |        |                |                                           |          |        |                                                                                    |

### 補足
- 次週予告のあとに「このドラマは獣医師、専門家の立ち会いのもと一部CGや特殊造形などを使用し動物の健康状態には細心の注意をはらって撮影しています」とテロップが表示されている。

### DVD
- 「獣医ドリトル DVD-BOX」2011年3月16日発売（TCED-1041、TCエンタテインメント）
  - 【本編】
    - Disc-1〜Disc-4

  - 【映像特典】
    - Disc-5
      - メイキング、キャストインタビュー、クランクアップ集、NG集
      - 「獣医ドリトル」何でもNo.1（「王様のブランチ」）
      - 「小栗旬」×「井上真央」×「成宮寛貴」意外な素顔を告白!（「王様のブランチ」）
      - ドリトルが選ぶ!視聴者投稿ペット動画　受賞3作品

    - Disc-6
      - 第1話ディレクターズカット版
      - 最終話ディレクターズカット版

  - 【封入特典】
    - ブックレット（12P）
- 3月19日に東京都内で発売記念イベントが予定されていたが、東日本大震災の影響で中止された。

| TBS 日曜劇場                               | TBS 日曜劇場                             | TBS 日曜劇場                         |
| 前番組                                     | 番組名                                   | 次番組                               |
| ------------------------------------------ | ---------------------------------------- | ------------------------------------ |
| GM〜踊れドクター （2010.7.18 - 2010.9.19） | 獣医ドリトル （2010.10.17 - 2010.12.19） | 冬のサクラ （2011.1.16 - 2011.3.20） |